# Yves Cape
Yves Cape (* 1. November 1960 in Belgien) ist ein belgischer Fotograf und Kameramann.

## Leben
Yves Cape wurde in Belgien als Sohn eines US-Amerikaners und einer Belgierin geboren. Von mütterlicher Seite aus ist er Abkömmling einer jüdischen Familie, die Deutschland 1933 verlassen musste. Bis zu seinem 16. Lebensjahr, als er zwischen der belgischen und der amerikanischen Staatsangehörigkeiten wählen konnte und sich für die belgische entschied, hatte er den Status eines Staatenlosen.
Yves Cape studierte von 1980 bis 1983 Fotografie an der École supérieure des arts Le 75 (ESA 75) in Brüssel. Sein besonderes Interesse galt der Porträtfotografie. 1982 wurde er mit dem Prix Dumeunier als junger Porträtfotograf ausgezeichnet. Außerdem begann er, als Werbefotograf zu arbeiten.
Ein Studium der Cinematografie am Institut National Supérieur des Arts du Spectacle et des Techniques de Diffusion in Brüssel (NSAS) schloss er 1986 mit einem Diplom ab. Zunächst arbeitete er weiter als Fotograf, sammelte aber seit den frühen 1990er Jahren erste Erfahrungen als Kameramann bei der Produktion von Kurzfilmen. Sein erster Langfilm als verantwortlicher Kameramann war Mein Leben in Rosarot, Regie Alain Berliner, der mehrfach für Filmpreise nominiert wurde einen Golden Globe gewann.
1999 wurde in Cannes Bruno Dumonts Film Humanité gezeigt, der Cape eine Nominierung für den Deutschen Filmpreis einbrachte. In der Folge arbeite Cape vor allem mit französischen Regisseuren zusammen. 2001 drehte Pierre Coulibeuf unter dem Titel Les Guerriers de la beauté einen Film über den flämischen Choreografen Jan Fabre, der wegen seiner fantastisch-surrealistischen Bildsprache weithin Beachtung in der Fachpresse fand.
Inzwischen hat Cape über 40 Kinofilme gedreht, außerdem mehrere Fernsehfilme, Episoden von Fernsehserien sowie einige Dokumentarfilme.
Yves Cape ist Mitglied des AFC und des SBC, der französischen und der belgischen Interessenverbände der Cinematografen.

## Filmografie (Auswahl)
- 1992: Les sept péchés capitaux – siebenteiliger Episodenfilm
- 1997: Mein Leben in Rosarot (Ma vie en rose) – Regie: Alain Berliner
- 1999: L’Humanité (L’humanité) – Regie: Bruno Dumont
- 2008: Auf der Parkbank (Bancs publics) – Regie: Bruno Podalydès
- 2009: Ruhelos (Persécution) – Regie: Patrice Chéreau
- 2012: Holy Motors, zusammen mit Caroline Champetier – Regie: Leos Carax
- 2013: Die Nonne (La réligieuse) – Regie: Guillaume Nicloux
- 2013: Violette – Regie: Martin Provost
- 2013: Das verflixte 3. Jahr (L’Amour dure trois ans) – Regie: Frédéric Beigbeder
- 2013: La voie de l’ennemi – Regie: Rachid Bouchareb
- 2016: Rastlos, Renée (Orpheline) – Regie: Arnaud des Pallières
- 2016: The Wounded Angel – Regie: Emir Baighasin
- 2017: Ein Kuss von Béatrice (Sage femme) – Regie: Martin Provost
- 2018: Auferstehen (La prière) – Regie Cédric Kahn
- 2019: Die Familienfeier (Fête de famille) – Regie: Cédric Kahn
- 2019: Zombi Child – Regie: Bertrand Bonello
- 2020: New Order – Die neue Weltordnung (Nuevo ordo) – Regie: Michael Franco
- 2021: In Liebe lassen (De son vivant) – Regie: Emmanuelle Bercot
- 2021: Sundown – Geheimnisse in Acapulco (Sundown) – Regie: Michel Franco
- 2022: Mehr denn je (Plus que jamais) – Regie: Emily Atef
- 2023: Memory – Regie: Michael Franco